# プリムス・GTX
GTXは、アメリカ合衆国の自動車メーカーであるクライスラーが、かつてプリムスブランドで販売していた乗用車である。

## 歴史

### 初代（1967-1970年）

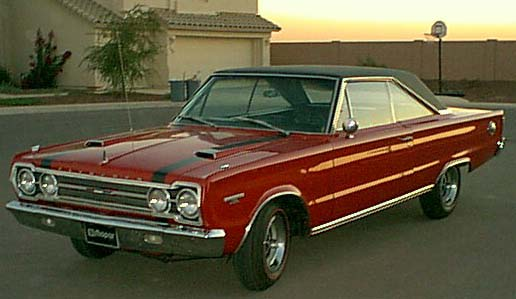
第1世代

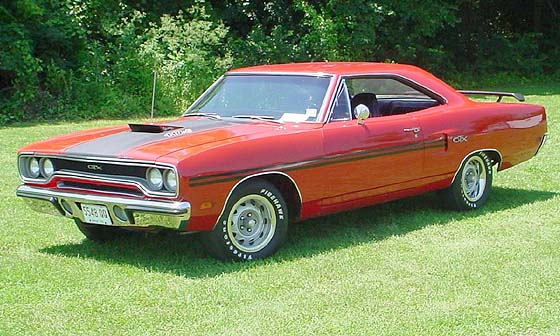
1970年モデル

クライスラー社内のプリマス部門では、1967年型ベルベディア・GTXを、プリムス・GTXと呼ぶ。それはまた、優れたスタイルとパフォーマンスを持っていたことにも起因する。通常のベルベディアとの相違点は、特別仕様のグリルとボディ後部、ボンネット・スクープ、クローム・メッキされたフューエル・キャップである。また、最高級のサスペンション・システムも標準装備されていた。また、特筆すべきは、「スーパー・コマンド440」と呼ばれる440立方インチ(7.2L)V8エンジンの搭載であり、クライスラーが誇るヘミ・エンジンとの換装も可能であった。1968年モデルは、「ロード・ランナー」がベルベディアの廉価版として発売された。ロード・ランナーのエンジンは、新型383立方インチの「ロード・ランナー383｣で、GTXでは、440エンジンが標準採用されていた。1969年、GTXの販売は、ロード・ランナーにコンバーチブルが追加されたにもかかわらず振るわなかった。しかし、オプション装備としてエア・スクープ付ボンネットが追加されるなどのマイナーチェンジがあった。1970年、GTXは大規模なデザイン変更が行われた。スムーズなラインで構成し、ボンネットにはパワー・バルジが追加され、ボンネット・スクープも復活した。しかし、GTXはその重い重量のために、より人気の高かったロード・ランナーよりも遅かったが、GTX自体がパワー不足という訳ではなかった。1971年最後のGTXは大幅なデザイン変更を受けた。排気量制限が行われたために440エンジンは385エンジンに小型化された。更に、マッスル・カーに対する保険料が高くなり、販売は低調であった。そして、GTXとヘミ・エンジンは終わりを告げた。

### 2代目（1971-1974年）

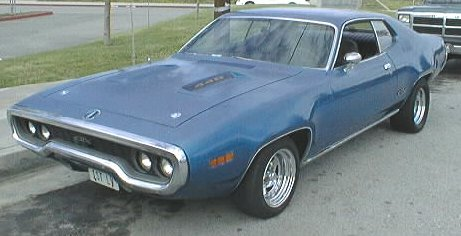
第2世代

第2世代のGTXは第1世代よりも小型化され、ダッジ・チャージャーの兄弟車として登場した。新しいスタイリングは女性的な曲線を持ち、魅力的なモデルであった。エアロ・ダイナミクスを取り入れ、丸みを帯びたフェンダーと、前後にループ状のバンパーが装備された。また、ハンドリング向上のため、リアの輪距が延長された。またGTXには440エンジンが標準装備され、オプションでヘミ・エンジンも用意されていた。当初の販売はまずまずだったものの、1973年のオイルショック以降販売台数が激減し、翌1974年にGTXは終焉を迎えた。